# Cinzano (azienda)
Cinzano è un'azienda alimentare italiana specializzata nella produzione di bevande, soprattutto alcoliche, facente capo al Gruppo Caffo 1915.

## Storia
Una delle prime registrazioni ufficiali del nome Cinzano, risalente al 1568, è custodita negli archivi parrocchiali del borgo di Pecetto Torinese (a tal proposito, ancora sul finire del XIX secolo un territorio tra la strada tra Pecetto e Chieri era denominato Cinzano). I Cinzano erano già allora specializzati in colture di alberi da frutto e vite e producevano rosolio, un liquore derivato dal petalo della rosa, usato spesso come base per altri liquori, vini ed elisir, con proprietà benefiche.
Nel 1707 il maestro acquavitaio Giovanni Battista Cinzano ottiene la licenza governativa per distillare e vendere elisir e rosoli fino a Torino. Il 6 gennaio 1757 i fratelli Carlo Stefano e Giovanni Giacomo Cinzano, suoi eredi, sono investiti del titolo di maestri acquavitai, ottenendo inoltre un'ulteriore licenza dalla corte Sabauda e aprono la bottega laboratorio di Via Dora Grossa, oggi via Garibaldi, nel centro di Torino.
Nel 1786 l'azienda viene insignita dai reali di Casa Savoia quale miglior produttore di una specialità torinese di Vermouth (il Vermouth Rosso). A metà Ottocento, i Cinzano vengono incaricati dal Re di Piemonte e Sardegna di emulare i metodi francesi di produzione dello Champagne, nei domini reali di Santo Stefano Belbo e Santa Vittoria d'Alba (Cuneo).
I Savoia continuarono a incentivare le sperimentazioni dei fratelli Cinzano offrendo loro le tenute di Santa Vittoria d'Alba come base per le loro ricerche. Dagli anni Sessanta dell'800, i Cinzano iniziarono a produrre su scala industriale i loro prodotti, soprattutto i vermouth; nello stesso periodo viene inaugurato il primo stabilimento a Santo Stefano Belbo.

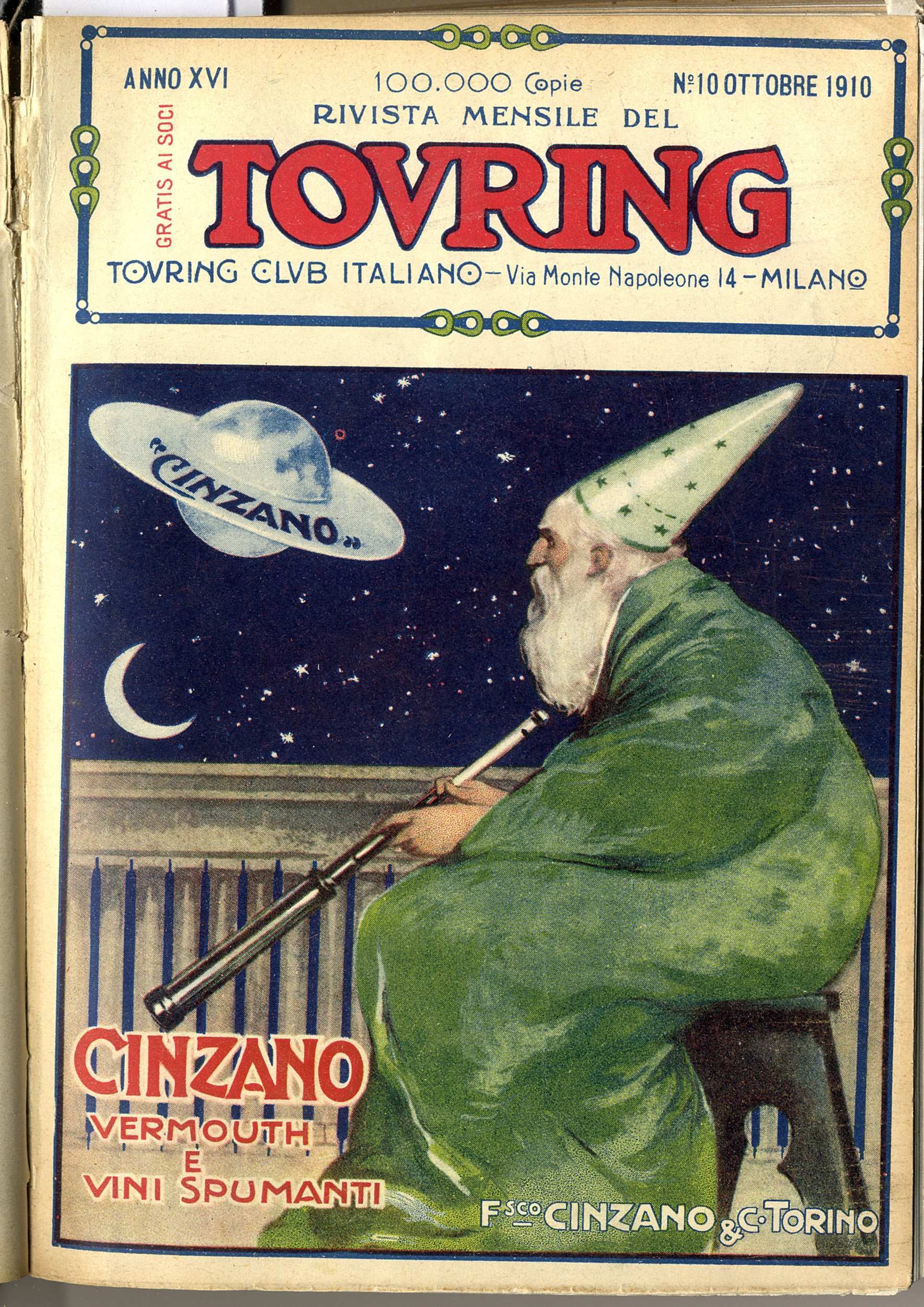
Copertina di rivista del 1910 con pubblicità del Cinzano

Nel 1924 Cinzano acquista l'azienda Florio. Negli anni trenta, la famiglia Agnelli rileva il 50% del capitale e il controllo della società; la famiglia Marone Cinzano rimane tuttavia ancora presente nella gestione dell'azienda.
Nel 1984 la Ifint, holding del gruppo Agnelli, fa partire le trattative con la società inglese International Distillers and Vintners, divisione del ramo bevande della multinazionale britannica del largo consumo Grand Metropolitan, per la cessione di una quota della compagnia. L'accordo prevede la cessione del 25% della partecipazione detenuta da Ifint in Cinzano International, ed il passaggio gestionale della società ad IDV, con le conseguenti dimissioni del vecchio management: Luca Cordero di Montezemolo lascia così l'incarico di amministratore delegato di Cinzano. L'operazione, divenuta operativa ad aprile 1985, prevede il mantenimento della carica di presidente di Cinzano International ad Alberto Marone Cinzano, con il suo ingresso nel consiglio d'amministrazione di IDV.
Nell'ottobre 1989, Alberto Marone Cinzano muore all'età di sessant'anni a causa di un incidente automobilistico in Spagna. Nel gennaio 1992 Grand Metropolitan rileva la quota del 50% del capitale di Cinzano ancora in mano alla famiglia fondatrice, salendo così al 75%. Nel settembre 1999 il marchio Cinzano viene acquisito dal gruppo Campari: l'operazione prevede soltanto la cessione della titolarità del marchio da parte di Diageo (la multinazionale britannica delle bevande nata nel 1997 dalla fusione tra Grand Metropolitan e Guinness), e non dello storico stabilimento di Santa Vittoria d'Alba, rimasto di proprietà del gruppo del Regno Unito.
Nel 2025 Campari cede, per un importo di 100 milioni di euro, il marchio Cinzano (inclusivo di proprietà intellettuale, scorte di prodotti finiti e alcuni dipendenti e macchinari produttivi) al Gruppo Caffo 1915. In una fase transitoria, alcuni stabilimenti Campari continueranno a produrre e distribuire per conto del Gruppo Caffo i prodotti a marchio Cinzano in alcuni mercati.

## Prodotti e marchi di Cinzano
| Aperitivi | Cinzano Cocktail Italiano, Cinzano Soda Bianco, Cinzano Soda Rosso |
| Aromi     | Cinzano Limetto, Cinzano Orancio, Cinzano Rosé |
| Spumanti  | Alta Langa D.O.C.G., Asti D.O.C.G., Brachetto d'Acqui D.O.C.G., Cinzano Dry Edition, Cinzano Pro-Spritz, Cinzano Rosé Edition, Cinzano Sweet Edition, Pinot Chardonnay, Prosecco D.O.C. |
| Vermouth  | Cinzano Bianco, Cinzano Extra Dry, Cinzano Rosso, 1757 Vermouth di Torino Extra Dry, 1757 Vermouth di Torino Rosso                                                                      |